# 穆瓦尼昂河畔圣特里维耶
穆瓦尼昂河畔圣特里维耶（法語：Saint-Trivier-sur-Moignans，法語發音：[sɛ̃ tʁivje syʁ mwaɲɑ̃]）是法国东部安省的一个市镇，属于布雷斯地区布尔格区。

## 地理
穆瓦尼昂河畔圣特里维耶（46°4'24"N, 4°53'54"E）面积41.99 平方千米，位于法国奥弗涅-罗讷-阿尔卑斯大区安省，该省份为法国东部省份，北起汝拉省，西北接索恩-卢瓦尔省，西接罗讷省和里昂大都会，南至伊泽尔省，东与萨瓦省、上萨瓦省和瑞士接壤。
与穆瓦尼昂河畔圣特里维耶接壤的市镇（或旧市镇、城区）包括：巴南、布利尼厄、沙南、弗朗什兰、勒勒旺、圣奥利夫、桑德朗、维勒讷沃。
穆瓦尼昂河畔圣特里维耶的时区为UTC+01:00、UTC+02:00（夏令时）。

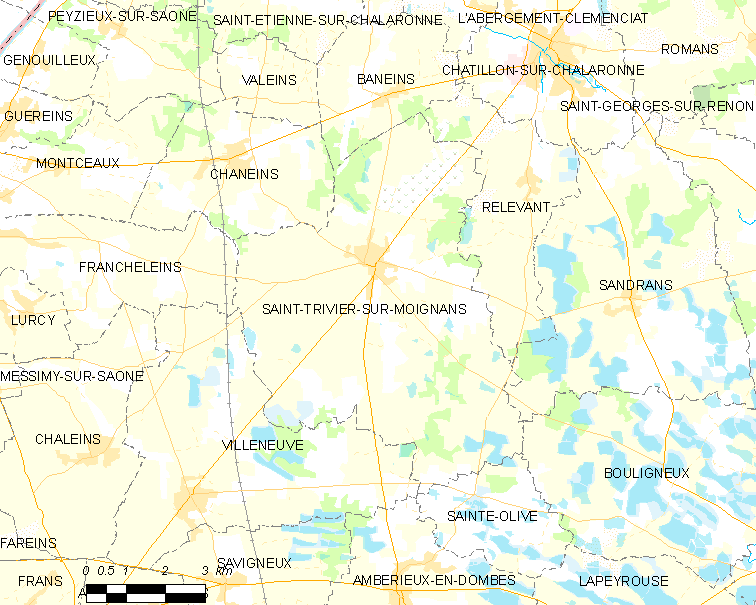
穆瓦尼昂河畔圣特里维耶的OSM定位图

## 行政
穆瓦尼昂河畔圣特里维耶的邮政编码为01990，INSEE市镇编码为01389。

## 政治
穆瓦尼昂河畔圣特里维耶所属的省级选区为维拉尔莱栋布县。

## 人口
穆瓦尼昂河畔圣特里维耶于2022年1月1日时的人口数量为1910人。

1962-2008年间穆瓦尼昂河畔圣特里维耶人口变化图示